# Lawana exaltata
Lawana exaltata är en insektsart som först beskrevs av Walker 1862.  Lawana exaltata ingår i släktet Lawana och familjen Flatidae. Inga underarter finns listade i Catalogue of Life.